# Yūkai hōdō
Pour plus de détails, voir Fiche technique et Distribution.
Yūkai hōdō (誘拐報道) est un film japonais réalisé par Shun'ya Itō, sorti en 1982.

## Synopsis
Le film s'inspire de l'enlèvement d'un bébé dans la ville de Takarazuka.

## Fiche technique
- Titre : Yūkai hōdō
- Titre original : 誘拐報道
- Titre anglais : To Trap a Kidnapper
- Réalisation : Shun'ya Itō
- Scénario : Hirō Matsuda (ja)
- Musique : Shunsuke Kikuchi
- Photographie : Shinsaku Himeda (ja)
- Décors : Tsutomu Imamura (ja)
- Éclairages : Toshio Yamaguchi
- Son : Koichi Hayashi
- Montage : Takeo Toda
- Société de production : Nippon Television Network et Tōei
- Pays de production :  Japon
- Langue originale : japonais
- Genre : film policier
- Format : couleur — 1:1,85 — 35 mm[1]
- Durée : 134 minutes[2]
- Dates de sortie : 
  - Japon : 25 septembre 1982[2]

## Distribution
- Ken'ichi Hagiwara : Kazuo Furuya, le kidnappeur
- Rumiko Koyanagi : Yoshie Furuya, la femme de Kazuo
- Kaori Takahashi (ja) : Kaori Furuya, la fille
- Kumiko Akiyoshi : Hisako Mitamura, la mère de la victime
- Jun Fujimaki : Hattori
- Miwako Fujitani : Tomoko Tsushima
- Mikijirō Hira : Kenmochi, policier
- Shino Ikenami : Nobuyo Shoji
- Shirō Itō : Endo, policier
- Natsuko Kahara : la mère de Kazuo
- Kayo Matsuo : Harue, hôtesse
- Shinsuke Minami : Onishi, journaliste
- Osami Nabe : Takarazuka
- Tomo'o Nagai : Yoshimoto, rédacteur en chef
- Ichirō Ogura : Uno, reporter
- Shin'ya Ōwada : Watanabe
- Fujita Okamoto : Noboru Mitamura, le père de la victime
- Bunta Sugawara : le pilote
- Junko Takazawa : Hiromi, hôtesse
- Shin Takuma : Akotaro Taki, reporter
- Tetsurō Tanba : Domon
- Motoyoshi Wada : Hideyuki Mitamura, la victime
- Masayuki Yuhara : Shinji Kubo

## Autour du film
La revue Kinema Junpō classe le film à la 9e place de son classement des dix meilleurs films japonais de l'année 1982.

## Distinctions
Sauf indication contraire, les informations mentionnées dans cette section peuvent être confirmées par la base de données cinématographiques IMDb,  présente dans la section « Liens externes ».

### Récompenses
- Japan Academy Prize 1983[4] :  
  - prix de la meilleure actrice dans un second rôle pour Rumiko Koyanagi
  - prix de la meilleure photographie pour Shinsaku Himeda (ja)
  - prix des meilleurs éclairages pour Toshio Yamaguchi
- Prix Kinema Junpō 1983 : prix de la meilleure actrice dans un second rôle pour Rumiko Koyanagi[3]
- Festival des films du monde de Montréal 1982 : prix du jury exæquo avec La Famille de Marathon de Slobodan Šijan[5]

### Nominations
- Japan Academy Prize 1983 : prix du meilleur film, du meilleur réalisateur pour Shun'ya Itō, du meilleur acteur pour Ken'ichi Hagiwara, de la meilleure actrice dans un second rôle pour Kumiko Akiyoshi, du meilleur scénario pour Hirō Matsuda (ja), des meilleurs décors pour Tsutomu Imamura (ja), de la meilleure musique pour Shunsuke Kikuchi et du meilleur son pour Koichi Hayashi[4]